# Отију
Отију (фр. Authiou) насеље је и општина у источном делу централне Француске у региону Бургоња, у департману Нијевр која припада префектури Кламси.
По подацима из 2011. године у општини је живело 38 становника, а густина насељености је износила 5,2 становника/km². Општина се простире на површини од 7,31 km². Налази се на средњој надморској висини од 321 метар (максималној 320 m, а минималној 224 m).

## Демографија
| 1962. | 1968. | 1975. | 1982. | 1990. | 1999. | 2011. |
| ----- | ----- | ----- | ----- | ----- | ----- | ----- |
| 71    | 74    | 43    | 40    | 33    | 34    | 38    |

График промене броја становника у току последњих година